# Abdurrahman Wahid

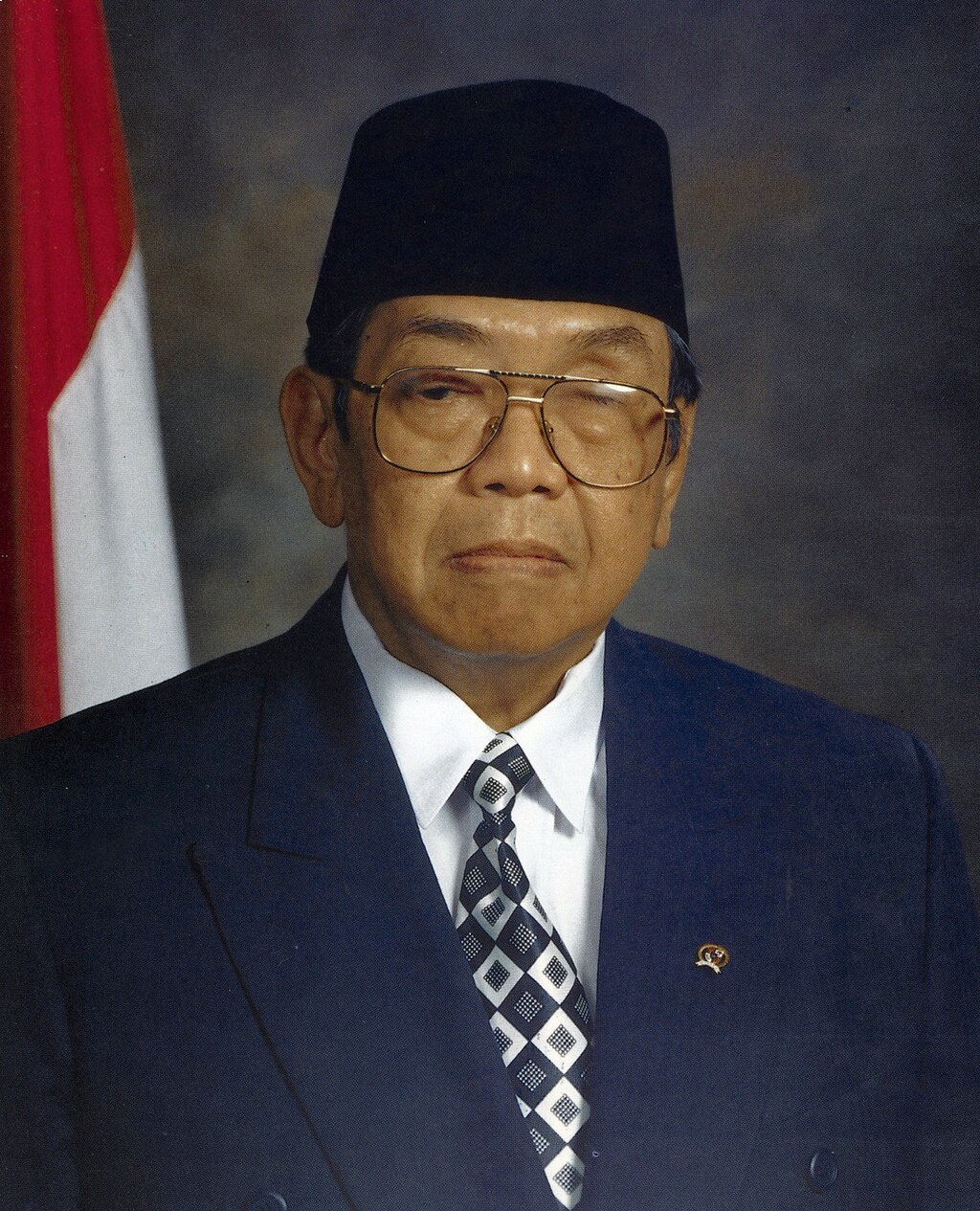
Abdurrahman Wahid

Abdurrahman Wahid (* 4. August 1940 in Jombang auf Java, Indonesien; † 30. Dezember 2009 in Jakarta), auch bekannt als Gus Dur, war ein indonesischer Politiker und Staatspräsident von 1999 bis 2001. Wahids Großvater war um 1900 ein bekannter Moslemführer, sein Vater Wahid Hasjim 1945 Religionsminister in der ersten Regierung von Sukarno.

## Politischer Werdegang
Wahid besuchte verschiedene Pesantrens. Von 1964 bis 1966 studierte er mit einem Regierungsstipendium in Kairo, wo er an der Azhar Arabisch und Scharia-Studien studierte, aber nie formal eingeschrieben war. Von 1966 bis 1970 studierte er in Bagdad und erwarb dort einen Abschluss. 1971 kehrte er nach Indonesien zurück, wo er einen eigenen Pesantren gründete.
In Indonesien engagierte er sich in der von seinem Großvater gegründeten Nahdlatul Ulama (NU), einer dezidiert antifundamentalistischen islamischen Organisation mit mehr als 30 Millionen Mitgliedern. 1984 wurde er Vorsitzender der Organisation. Im April 1991 gründete er das Demokratie-Forum in Opposition zu Präsident Suharto. Im Juli 1998 gründete er die Nationalen Erweckungspartei (PKB), die bei den Parlamentswahlen 1999 drittstärkste Kraft wurde.
Nachdem Bacharuddin Jusuf Habibie auf eine erneute Kandidatur verzichtet hatte, wurde Wahid am 20. Oktober 1999 von der Beratenden Volksversammlung überraschend mit 371 Stimmen zum Präsidenten gewählt, während die Siegerin der Parlamentswahlen Megawati Sukarnoputri nur 313 Stimmen erhielt. Damit war er der erste frei gewählte Präsident Indonesiens.
2007 organisierte Wahid, der für religiöse Toleranz eintrat, eine Holocaust-Konferenz in Indonesien. Die Konferenz war als Gegenveranstaltung zur Holocaustleugnungskonferenz im Iran 2006 von Mahmud Ahmadineschad gedacht.

## Korruptionsvorwürfe
Am 23. Juli 2001 wurde Wahid von der Beratenden Volksversammlung wegen Inkompetenz und Verwicklung in Finanzskandale abgesetzt, die er zuvor zurückgewiesen hatte. Seine Nachfolgerin wurde Megawati Sukarnoputri, die Tochter des ersten indonesischen Präsidenten Achmed Sukarno.